# Pigafetta (planta)
Pigafetta es un género con dos especies perteneciente a la familia de las palmeras (Arecaceae). Es el único género en la subtribu Pigafettinae.

## Descripción
Son palmeras dioicas con troncos aislados y los anillos de las cicatrices de las hojas muy separados.  Los troncos crecen hasta los 45 cm de diámetro y 35 m de altura, las hojas de la corona tienen forma semiesférica, o casi, con hojas robustas de 6 m de largo, y pecíolos de 2 metros. Los pecíolos armados con espinas de 6 cm de longitud de color oro o gris. Las inflorescencias emerge desde dentro de las hojas de la corona, tienen 2 m de longitud, y se asemejan a los del género Mauritia. La fruta es una drupa que madura a un color amarillo-naranja, está cubierta de escamas y contiene una semilla.
Están entre las palmeras de crecimiento más rápido conocidas.

## Distribución y hábitat
Es originario de las Célebes hasta Nueva Guinea donde crecen cerca de los ríos y en los claros de bosques, hasta los 900 m de altitud. Pigafetta filaris, se limita a las Molucas y Nueva Guinea; P. elata es endémica de Sulawesi.

## Taxonomía
El género fue descrito por Odoardo Beccari y publicado en Malesia Raccolta ... 1: 89, en 1877.

#### Etimología
Pigafetta: nombre genérico dedicado a Francisco Antonio Pigafetta (1491-1534), cronista del viaje de Magallanes alrededor del mundo.

## Especies
- Pigafetta elata (Mart.) H.Wendl. in Kerch., 1878 - Basiónimo: Metroxylon elatum Mart. in Hist. Nat. Palm., ed. 1. 3: 216. t. 102, 1838
- Pigafetta filaris (Giseke) Becc., Malesia 1: 90, 1877 - Basiónimo: Sagus filaris Giseke in,  Prael. Ord. Nat. Pl. 94, 1792